# Р-73

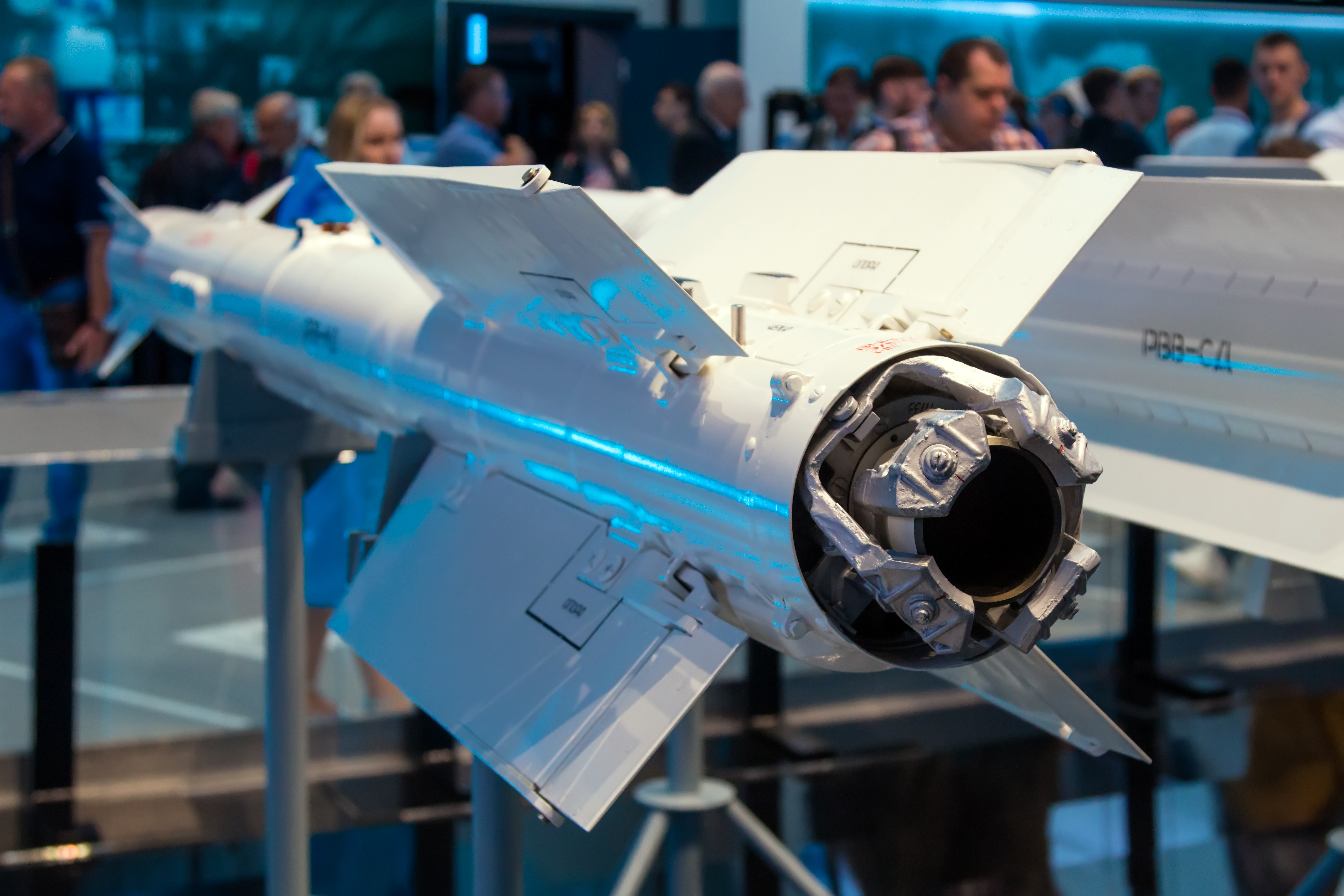
Хвостовая часть РВВ-МД. Армия-2022.

Р-73 (по классификации МО США и НАТО: AA-11 Archer — «Лучник») — советская/российская управляемая ракета класса воздух-воздух малого радиуса действия с инфракрасной системой самонаведения.
Создана специально для высокоманёвренного ближнего воздушного боя, который по итогам военных конфликтов в Корее, Вьетнаме и на Ближнем Востоке занял существенное место в воздушных боях, так примерно две трети общего числа сбитых в боях самолётов было поражено ракетами "воздух-воздух", что в свою очередь отразилось в тактике действия ВВС. При разработке учитывались такие требования как всеракурсность, сверхманёвренность, реализация принципа «выпустил-забыл». Кроме того, необходимо было, чтобы оружие не накладывало существенных ограничений на манёвр носителя в процессе применения, то есть чтобы ракета могла пускаться при интенсивном маневрировании самолёта с большими перегрузками.

## Назначение
Р-73 предназначена для борьбы с воздушными целями: автоматически дрейфующими аэростатами, маневрирующими самолётами, вертолётами и крылатыми ракетами. Также может служить для организации противоракетной обороны носителя.

## Аэродинамическая схема
Аэродинамическая схема — «утка». Ракета имеет элероны, дестабилизаторы и датчики аэродинамических углов.

## Двигатель
Ракета Р-73 оснащена одноступенчатым однорежимным твердотопливным двигателем с интерцепторами системы газодинамического управления (СГДУ), что позволяет выполнять ракете энергичные манёвры на участке работы двигателя.

## Система управления
Пассивная инфракрасная отклоняемая головка самонаведения (ГСН) с охлаждением. Перед пуском ракета получает первоначальное целеуказание с борта носителя.

## Носители

### Самолёты
- МиГ-21 (модернизированный)
- МиГ-23-98
- МиГ-23МЛД
- МиГ-29 и модификации
- МиГ-31
- МиГ-35
- Су-25СМ
- Су-27
- Су-30
- Су-33
- Су-35
- Су-35С
- Су-34
- Су-57
- Як-141
- J-10
- HAL Tejas
- Су-25Т
- Як-130

### Вертолёты
- Ми-28НМ[8]

### Беспилотные аппараты

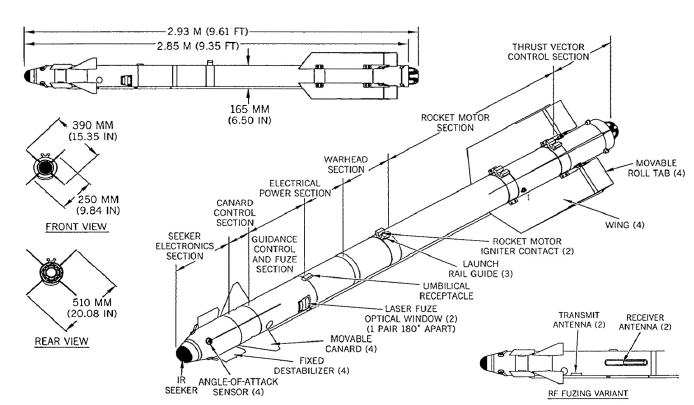

- морской дрон MAGURA V5

## Технические характеристики
Источник
- Высота поражения целей: 0,005—20 км
- Перегрузка поражаемых целей: до 12
- Собственная перегрузка: до 40
- Стартовая масса:
  - РМД-1: 105 кг
  - РМД-2: 110 кг
- Масса боевой части: 8 кг
- Типа боевой части: стержневая
- Взрыватель:
  - Р-73: радиовзрыватель
  - Р-73Л: оптический лазерный
  - РВВ-МД: радиовзрыватель
  - РВВ-МДЛ: оптический лазерный
- Углы целеуказания:
  - РМД-1: ±45°
  - РМД-2 (Р-73М): ±60°
- Максимальная скорость цели: 2500 км/ч
- Дальности пуска:
  - в переднюю полусферу, максимальная:
    - РМД-1: 20 км
    - РМД-2: 40 км

  - в заднюю полусферу, минимальная: 0,3 км
- Габаритные размеры:
  - длина: 2900 мм
  - диаметр: 170 мм
  - размах оперения: 510 мм
- Крепление к носителю: рельсовое пусковое устройство П-72 (АПУ-73-1)

## Боевое применение
Использовалась в Эфиопо-Эритрейском конфликте 1999-2000 года. Ракетами Р-73 было сбито, по крайней мере, 2 самолёта МиГ-21.
Используется украинской и российской стороной в ходе вторжения России на Украину. Зафиксирована установка ракет Р-73 на украинские безэкипажные ударные катера. 31 Декабря 2024 года появилось видео, где, как утверждает ГУР МОУ, запечатлено, как морской дрон Magura V5 при помощи Р-73 сбил Ми-8.
В 2025 году, 2 мая был сбит российский самолет Су-30, это произошло в небе над Новороссийском. Запуск ракеты был осуществлён с морского дрона Magura.
Есть видео, где украинские самолёты МиГ-29 этими ракетами сбивают российские беспилотники-камикадзе "Герань"("Шахед").
Есть фото, где украинский военный благотворительный фонд «Вернись живым» модернизировали Р-73 для ЗРК «Оса» 

## Эксплуатанты

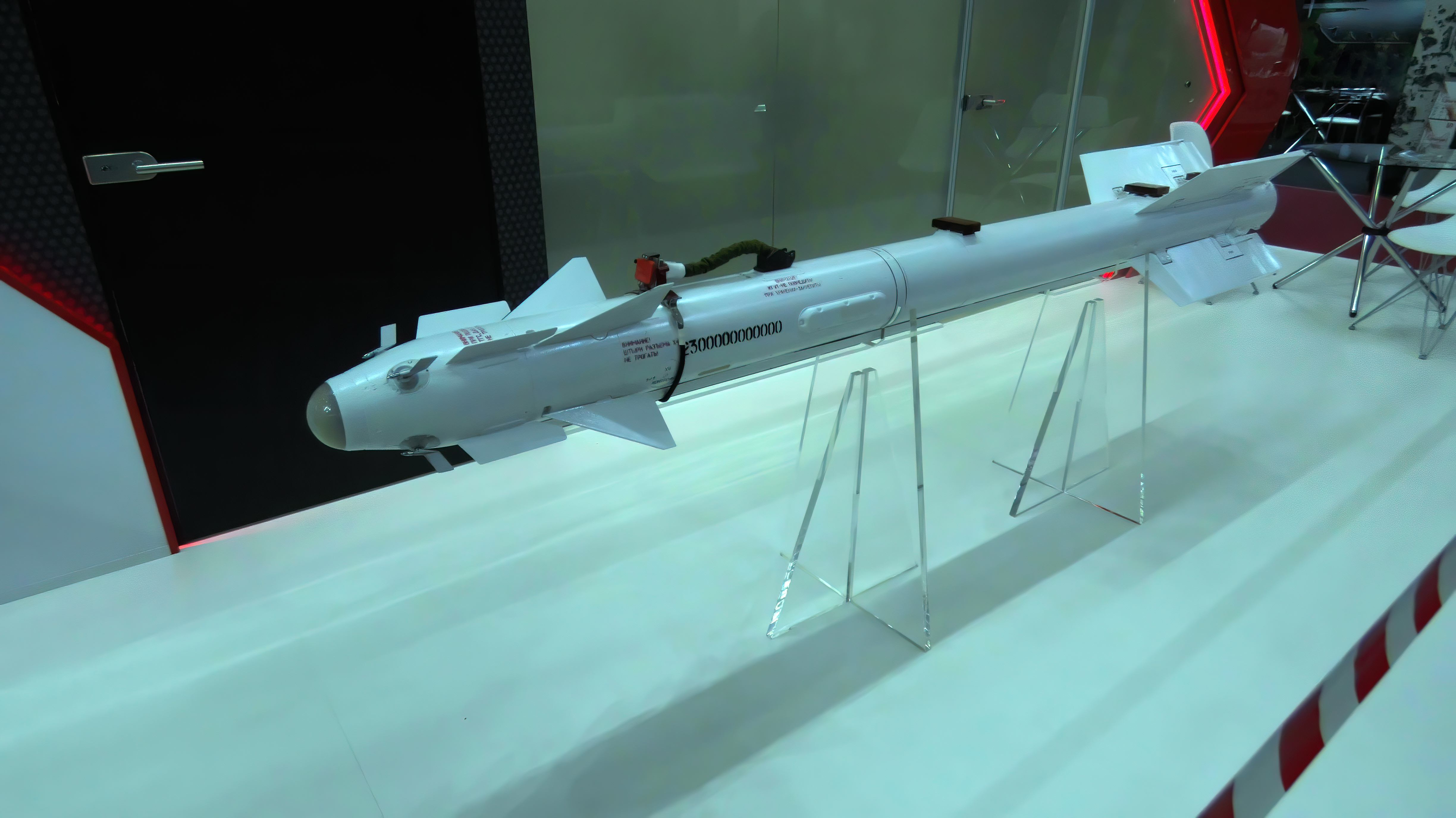
Р-73Э на выставке «Армия-2023».

Экспортёрами Р-73 являются три страны: Россия, Украина и Германия.
- Россия — Р-73М[16]
- Алжир — 305 ракет поставлено в период 1999—2010 годов[17]
- Украина
- Бангладеш
- Беларусь
- Болгария
- Азербайджан
- Венгрия
- Вьетнам
- Египет
- Индия — 450 ракет поставлено в период 1999—2010 годов[17]
- Иран
- Италия — 8 ракет поставлено в период 1999—2010 годов[17]
- Китай
- КНДР
- Перу
- Польша — 318 ракет поставлено в период 1999—2010 годов[17]
- Сербия
- Словакия — 32 ракет поставлено в период 1999—2010 годов[17]
- Эритрея — 5 ракет поставлено в период 1999—2010 годов[17]
- Эфиопия
- Узбекистан - 5 ракет [источник не указан 754 дня]